# Chris Anyanwu
Christiana 'Chris' Anyanwu (sinh ngày 28 tháng 10 năm 1951) là nhà báo, nhà văn, nhà xuất bản và chính trị gia người Nigeria. Bà được hoan nghênh như một trong các phụ nữ tiên phong trong nghề báo và phát thanh truyền hình ở Nigeria. Bà được bầu làm thượng nghị sĩ ở khu vực bầu cử "Đông Imo" (Oweri) năm 2007.

## Tiểu sử
Anyanwu có tên khai sinh là Christiana Ngozi Ukah, sinh tại Ahiara ngày 28.10.1951. Bà theo học trường nữ trung học Owerri, rồi sang học ở Hoa Kỳ, đậu bằng cử nhân khoa báo chí tại Đại học Missouri và bằng thạc sĩ khoa truyền thông đại chúng tại Đại học tiểu bang Florida.
Sau đó bà trở về Nigeria, và làm người viết phóng sự và người đọc tin cho Cơ quan truyền hình Nigeria và Hãng Phát thanh Truyền hình Imo. 
Năm 1987, bà làm ủy viên ủy ban Thông tin, Thanh niên, Thể thao, Văn hóa và Phúc lợi xã hội của tiểu bang Imo dưới quyền thống đốc Amadi Ikwechegh. 
Sau nhiệm kỳ ủy viên nói trên, Anyanwu làm chủ bút tờ "Tạp chí chủ nhật" (The Sunday Magazine), một tuần báo tập chú vào các vấn đề chính trị trong nước.

## Bị giam tù
Tháng 5 năm 1995, Anyanwu bị bắt sau khi đăng một bài về cuộc đảo chính (bị thất bại) ngày 1 tháng 3, chống chính phủ Nigeria của tổng thống Sani Abacha - người mà bà đã từ chối ủng hộ làm tổng thống. Bà và nhiều nhà báo Nigeria bị buộc tội là "những tòng phạm trong các vụ mưu phản". 
Anyanwu bị truy tố ra tòa án quân sự, bị xử kín  và bị xử phạt tù chung thân ngày 4.7.1995. Tới tháng 10 năm 1995, do áp lực của các tổ chức nhân quyền quốc gia và quốc tế, bà được giảm xuống 15 năm tù. Khi bị giam trong những điều kiện tồi tệ ở nhà tù Gombe, bà đã bị mù từng phần. Các bác sĩ cảnh báo là bà có nguy cơ bị mù hoàn toàn nếu không được chữa trị đúng mức.

## Giải thưởng
Ít lâu sau khi bị tù, bà được Quỹ Truyền thông của Phụ nữ Quốc tế (International Women's Media Foundation) trao "Giải dũng cảm trong nghề báo". Anyanwu, lúc đó đang bị biệt giam, đã được trao một thư ngắn: "Một số phụ nữ ở Hoa Kỳ đã tặng bà một giải thưởng. Thế giới đang theo dõi". Anyanwu sau này nói là giải thưởng của Quỹ Truyền thông của Phụ nữ Quốc tế đã nâng đỡ tinh thần của bà khi bị ở tù. ("Vâng! Ai đó phải hiểu, nếu không họ sẽ chẳng chỉ đưa ra một giải thưởng như thế này... Tôi đã được khuyến khích rất nhiều và được vững mạnh hơn bởi giải thưởng đó. Và nó làm cho tôi tự tin và quyết không để mình rơi vào áp lực.")
- Hai năm sau, Ủy ban bảo vệ các nhà báo đã trao cho Anyanwu Giải Tự do Báo chí Quốc tế.
- Tháng 5 năm 1998 bà được UNESCO trao Giải Guillermo Cano cho Tự do Báo chí trên thế giới[7]

## Sau khi ra tù
Tháng 6 năm 1998, sau cái chết của tổng thống Abacha cùng nhiều phản đối từ các tổ chức bảo vệ nhân quyền khắp thế giới, Anyanwu đã được tướng Abdulsalami Abubakar - người kế nhiệm Abacha - phóng thích vì lý do sức khỏe. Bà bắt đầu tạm nghỉ việc 2 năm ở Virginia nơi bà viết quyển Days of Terror (Những ngày khiếp sợ), dựa trên cuộc đấu tranh của Nigeria trong thời chế độ độc tài cai trị. 
Một phiên bản truyền hình của TSM Show của bà, đã được phát sóng lại năm 2001.
Năm 2005, Anyanwu mở đài phát thanh Hot 98.3 FM của riêng mình tại Abuja.
Anyanwu đã xuất hiện trong loạt phim truyền hình Frontline của PBS dưới tên NIGERIA - The Road North năm 2003.

## Sự nghiệp chính trị
Trong cuộc tổng tuyển cử năm 2007 ở Nigeria, Anyanwu đã được bầu vào Thương viện đại diện Đảng Dân chủ Nhân dân ở khu vực Owerri, bang Imo, Nigeria.
Sau khi nhận chức Thượng nghị sĩ, bà được bổ nhiệm vào các Ủy ban Phụ nữ và Thanh niên, Chính quyền tiều bang và địa phương, Các mục tiêu phát triển thiên niên kỷ, Y tế, Môi trường, Quốc phòng & Quân đội. 
Trong cuộc đánh giá các thượng nghị sĩ ở giữa nhiệm kỳ vào tháng 5 năm 2009, ThisDay ghi nhận là bà đã bảo trợ các dự luật:
- Y tế và An toàn nghề nghiệp
- Tội phạm hóa cùng Hình phạt việc Kỳ thị & Phân biệt đối xử chống lại người Nigeria, và đã bảo trợ 7 đề nghị đưa ra thảo luận.

Bản báo cáo mô tả bà như người đóng góp tích cực vào các cuộc thảo luận trong các phiên họp toàn thể trong các ủy ban.

## Đời tư
Là một Kitô hữu sùng đạo, Anyanwu kết hôn với Casmir Anyanwu. Họ có hai người con.

## Tác phẩm
- 2002: Days of Terror, ISBN 978-9780293277